# Figueirópolis d'Oeste
Figueirópolis d'Oeste is een gemeente in de Braziliaanse deelstaat Mato Grosso. De gemeente telt 3.656 inwoners (schatting 2009).
De gemeente grenst aan São José dos Quatro Marcos, Jauru, Porto Esperidião en Indiavaí.